# Загадка Сіттафорда
«Загадка Сіттафорда» (англ. The Sittaford Mystery, 1931) - детективний роман англійської письменниці Агати Кристи. У США вийшов під назвою «Вбивство в Хейзлмурі», англ. The Murder at Hazlemoor.

## Сюжет
Сіттафорд - крихітне село на околиці  Дартмура. Місіс Уіллетт і її дочка Вайолет є недавно встановленими орендарями Сіттафорд-Хауса, резиденції, якою володіє Тревельян, капітан флоту у відставці. У п'ятницю вдень вони запрошують на чай чотирьох чоловік: давнього друга капітана Тревеляна, майора Бернаби, містера Райкрофт, містера Ронні Гарфілда і містера Дюка. За пропозицією містера Гарфілда шестеро з них вирішують зіграти в спіритичний сеанс. Під час цього сеанса в «5.25» вечора дух оголошує, що капітана Тревеляна тільки що вбили. Заклопотаний безпекою капітана в Ексемптоні, майор Бернаби каже, що він збирається пройти шість миль туди. На землі лежить товстий шар снігу, і в цей вечір очікується більш сильний снігопад. У Сіттафорді немає телефону, і автомобілі не можуть маневрувати в таких умовах.
Через дві з половиною години, прямо перед 8 вечора, серед хуртовини, майор Бернаби йде по доріжці до вхідних дверей Хейзелмуру, будинку в Ексхемптоні, де зараз живе капітан Тревельян. Коли ніхто не відкриває двері, він збирає місцеву поліцію і лікаря. Вони входять в будинок через відкрите вікно ззаду і виявляють мертве тіло капітана Тревеляна на підлозі. Доктор Воррен оцінює час смерті між 5 і 6 годинами вечора. Перелом основи черепа є причиною смерті. 
У заповіті капітана Тревеляна йдеться, що, крім 100 фунтів стерлінгів його слузі Евансу, його майно повинно бути порівну розділено між чотирма людьми: його сестрою Дженніфер Гарднер, його племінником Джеймсом Пірсоном, його племінницею Сільвією Дерінг і його племінником Брайаном Пірсоном. Кожен з цих чотирьох осіб успадкує приблизно 20 000 фунтів стерлінгів. Джеймс Пірсон заарештований за вбивство, тому що він був в Ексхемптоні під час вбивства, безуспішно намагаючись отримати кредит у капітана Тревельяна.
У той час як офіційне розслідування очолює інспектор Нарракотт, наречена Джеймса Пірсона –  Емілі Трефусіс починає своє власне розслідування. Їй допомагає Чарльз Ендербі, журналіст «Daily Wire», який після вбивства вручив майору Бернаби чек на 5000 фунтів стерлінгів за перемогу в футбольному змаганні газети в Ексхемптоні. Емілі і Чарльз залишаються з містером і місіс Кертіс в Сіттафорді в пошуках доказів. Містер Дакрес, адвокат Джеймса Пірсона, говорить Емілі, що все виглядає набагато гірше, ніж вони собі уявляли. Джеймс «позичив» гроші у своєї фірми, щоб спекулювати акціями без відома фірми.
Брайан Пірсон потрапив під підозру, коли Ендербі виявив, що він пізно ввечері зустрічався з Вайолет Уіллетт, (він наречений Вайолет). Він не був у Австралії, але повернувся в Англію на одному човні з Уіллеттами. Мотивація Уіллеттсів перебратися в ізольований будинок Сіттафорда не мала ніякого відношення до капітана Тревельяну. Вони хотіли жити недалеко від в'язниці Дартмур, де батько Віолетти був ув'язнений. Його втеча з в'язниці через три дні після вбивства була спроектована Брайаном Пірсоном. Він і Брайан будуть жити з Уіллетт під видом їх слуг, поки небезпека не зникне, але бранець буде спійманий. 
Емілі розгадує таємницю в Хазелмурі, в димоході заховані дві пари лиж різних розмірів. Майор Бернаби - вбивця. Він спроектував рух столу під час сеансу, щоб дух передав повідомлення, що капітан Тревельян був убитий. Замість того, щоб пройти шість миль через дві з половиною години після сеансу, він пішов до свого дому надіти лижі і подолав дистанцію приблизно за 10 хвилин. Він убив капітана Тревельяна без чверті шість. Потім він почистив лижі і поклав їх в шафу. Він сховав лижні черевики Тревеляна в трубу, щоб поліція не побачила їх. Майор Бернаби сподівався, що друга пара лиж іншого розміру пройде непоміченою.
Райкрофт, який є членом Товариства психічних досліджень, збирає п'ятьох з шести початкових учасників для другого сеансу в Сіттафорд-Хаусі, де відсутнього містера Дьюка замінює Брайан Пірсон. Сеанс ледь почався, коли інспектор Нарракотт вступає в компанію з Емілі і містером Дюком і звинувачує майора Бернаби у вбивстві капітана Тревельяна. Емілі пояснює, що Бернаби втратив багато грошей, купуючи гнилі акції; його мотив для вбивства стало те, щоб зберегти чек на 5000 фунтів стерлінгів. Він отримав лист, що повідомляє його про перемогу вранці в день вбивства, попри те, що він сказав Ендербі. Капітан Тревельян виграв змагання, але використовував ім'я Бернаби, щоб посилати в конкурсі рішення. В останньому розділі Емілі відкидає пропозицію Ендербі про шлюб, який закохався в неї під час розслідування, тому що вона все ще любить свого нареченого Джеймса.

## Діючі особи

### Жителі Сіттафорда
- Будинок Сіттафорда: місіс Уіллетт і її дочка Вайолет

- Котедж 1: майор Джон Едвард Бернаби

- Котедж 2: Капітан Уайетт і його індійський слуга Абдул

- Котедж 3: містер Райкрофт, дядько містера Мартіна Дерінг

- Котедж 4: Міс Керолайн Персехаус і її племінник Рональд Гарфілд

- Котедж 5: містер і місіс Кертіс

- Котедж 6: містер Дюк

### Слідчі
- Міс Емілі Трефусіс – наречена Джеймса Пірсона; аматорський детектив

- Чарльз Ендербі – журналіст з «Daily Wire»; аматорський детектив

- Інспектор Нарракотт – слідчий з Ексетера

- Суперінтендант Максвелл – начальник Нарракотта

- Констебль Грейвс – поліцейський в Ексхемптоні

- Сержант Поллок – поліцейський в Ексхемптоні

- Доктор Воррен – лікар в Ексхемптоні

### Інші
- Капітан Джозеф А. Тревельян – власник "Sittaford House", орендар "Hazelmoor" в Ексхемптоні

- Містер Роберт Генрі Еванс – слуга капітана Тревельяна

- Місіс Ребекка Еванс – дружина Еванса

- Місіс Дж. Беллінг – мати Ребекки, ліцензований власник «Трьох корон» в Ексхемптоні

- Williamson & Williamson – агенти з нерухомості

- Волтерс і Кірквуд – адвокати капітана Тревельяна

- Місіс Дженніфер Гарднер – сестра капітана Тревеляна, живе в "Лаврах" в Ексетері, хрещена мати містера Рональда Гарфілда

- Містер Роберт Гарднер – інвалід, чоловік Дженніфер

- Міс Девіс – медсестра Роберта Гарднера

- Беатріс –  покоївка Гарднерів

- Містер Джеймс Пірсон – племінник капітана Тревельяна

- Містер Дакрес – адвокат Джеймса Пірсона

- Місіс Сільвія Дерінг – племінниця капітана Тревельяна

- Містер Мартін Дерінг – чоловік Сільвії
- Брайан Пірсон – племінник капітана Тревельяна з Нового Південного Уельсу, Австралія

- «Фрімантл» Фредді – засуджений у в'язниці Дартмур, Прінстаун